# Herman van Rennenberg
Herman van Rennenberg (gestorven in Luik, 1585) was een Nederlands geestelijke.
Hij was proost van Oudmunster te Utrecht, later kanunnik te Luik, en werd na de dood van Frederik Schenck van Toutenburg door koning Filips II benoemd tot tweede aartsbisschop van Utrecht. In Utrecht was de openbare uitoefening van de katholieke godsdienst echter in 1580 verboden. Van Renneberg leefde dan ook in ballingschap en stierf voordat de paus zijn benoeming had bekrachtigd, en is daardoor nooit in functie getreden.